# Provincia di El Dorado
La provincia di El Dorado è una provincia del Perù, situata nella regione di San Martín.

## Geografia antropica

### Suddivisioni amministrative
È suddivisa in cinque distretti:
- Agua Blanca (Agua Blanca)
- San José de Sisa (San José de Sisa)
- San Martín (San Martín)
- Santa Rosa (Santa Rosa)
- Shatoja (Shatoja)